# Telmario de Araújo Sacramento
|  | Per altres persones amb el sobrenom de Dinei, vegeu Dinei. |

Telmário de Araújo Sacramento conegut pel seu sobrenom Dinei (11 de novembre del 1983 a São Domingos (Bahia)), és un futbolista brasiler que actualment juga de davanter perl Palmeiras, cedit per l'Atlético Paranaense.

## Carrera
Va fer el seu debut professional marcant amb el Atlético Paranaense en una victòria fora de casa 2 a 1 contra el Império-PR, en la Lliga de l'Estat Paraná el 20 de gener del 2005.